# Стефан Консулов
Стефан Георгиев Консулов е български биолог, професор в Софийския университет.

## Биография
Роден е 1885 г. в София. През 1908 г. завършва биология в Софийския университет. От 1912 до 1914 г. специализира в Триест, а след това в Ерланген (1915), Бреслау (1920 – 1921) и Париж (1930). От 1909 г. е асистент, от 1922 г. – доцент, а през 1935 г. е избран за професор. Доктор по философия (1921) и доктор на медицинските науки на университета в Бреслау (1940). Ръководител е на Катедра по анатомия и обща биология в Софийския университет. Декан е на Физико-математическия факултет през учебните 1932/1933 и 1938/1939 г. Консулов е активен защитник на расизма, като позициите му предизвикват през 1939 година активна полемика с професора по философия Димитър Михалчев.
През 1944 г. е уволнен от Софийския университет по политически причини. На 1 юни 1945 г. е осъден на седем години строг тъмничен затвор от Шести върховен състав на „Народния съд“. Умира през 1954 г. в София.